# マセラティ・キャラミ
キャラミ（Kyalami ）はイタリアの自動車メーカー・ マセラティが1976年から1983年まで製造したスポーツクーペである。
「キャラミ」の名はF1南アフリカグランプリが開催されていたサーキットの名称で、1967年南アフリカGPでマセラティエンジンを搭載したクーパー・T81マセラティをペドロ・ロドリゲスが運転して、優勝したことを記念して命名された。

## 概要

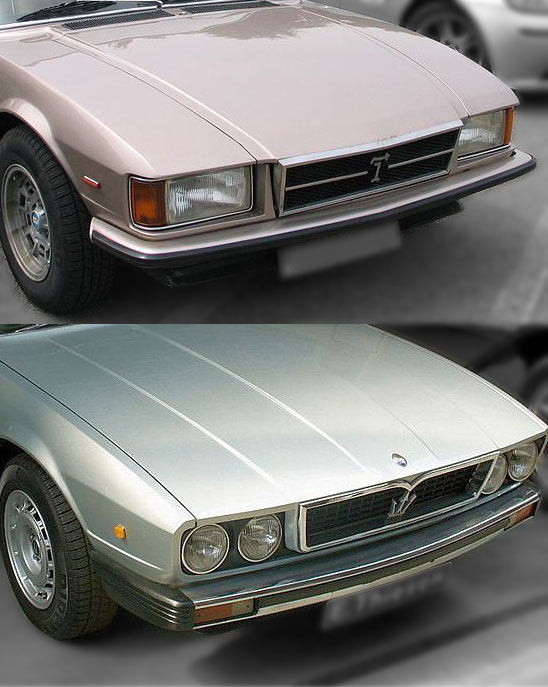
ロンシャン（上）とキャラミ（下）の比較

1976年にシトロエンからマセラティを買収したデ・トマソが、倒産の危機に瀕していたマセラティの当面の危機を凌ぐべく、1976年春のジュネーブ・ショーで発表し、急遽市場に投入したモデルである。
ベースとなったのは、1973年から生産し、比較的好評であった2+2クーペ、デ・トマソ・ロンシャン。そのフォード製V8OHVに代えて伝統のマセラティ製V8DOHCエンジンを搭載し、トム・ジャーダによるデザインも、ピエトロ・フルアに前後を化粧直しさせた。内装も計器類やステアリングホイールなどはマセラティ伝統のものに代えられたが、基本はロンシャンと共通で、マセラティらしいエレガンスは感じられないものであった。
当初のエンジンは4,200cc255馬力であったが、1978年以降は4,900ccに代えられた。トランスミッションは車両の性格を配慮して当初からZF製の5速MTまたは3速ATが選択可能で、パワーステアリングも標準装備であった。キャラミのエンジン・シャシーは同じく1976年に発表された4ドアのクアトロポルテIIIにも流用された。
デ・トマソ主導で開発されたキャラミとクアトロポルテIIIは、シトロエン時代に開発され、特異なステアリング・ブレーキを持ち生産コストの面でも不利であったカムシン・ボーラ・メラクに代わり、量販車ビトゥルボが1981年末に登場するまでの間、マセラティの主力車種となった。

## 生産台数と今日の評価
キャラミの生産台数には諸説があり、1983年までに作られたのは155台とも184台、188台、あるいは210台とも言われる。僅かながら当時の日本総代理店・ガレーヂ伊太利屋によって、日本にも輸入された。
純粋なマセラティ車とは言い難い誕生の背景もあって文献も少なく地味な存在になっているが、実際の所有者によると剛性が高くバランスの良いシャシー設計とパワフルなエンジンを持つ優れた車であるという。